# Ранний
Ранний — посёлок в Промышленновском районе Кемеровской области. Входит в состав Окуневского сельского поселения.

## География
Центральная часть населённого пункта расположена на высоте 206 метров над уровнем моря.

## Население
По данным Всероссийской переписи населения 2010 года, в посёлке Ранний проживает 82 человека (36 мужчин, 46 женщин).